# Silke-Beate Knoll
Silke-Beate Knoll (Rottweil, Alemania, 21 de febrero de 1967) es una atleta alemana, especializada en la prueba de 4 x 100 m en la que llegó a ser medallista de bronce mundial en 1995.

## Carrera deportiva
En el Campeonato Europeo de Atletismo de 1994 ganó la medalla de oro en los relevos 4 x 100 metros, con un tiempo de 42.90 segundos, por delante de Rusia y Bulgaria.
Al año siguiente, en el Mundial de Gotemburgo 1995 ganó la medalla de bronce en los relevos 4 x 100 metros, con un tiempo de 43.01 segundos, llegando a la meta tras Estados Unidos y Jamaica, siendo sus compañeras de equipo: Melanie Paschke, Silke Lichtenhagen y Gabriele Becker.